# Jozef IJsewijn

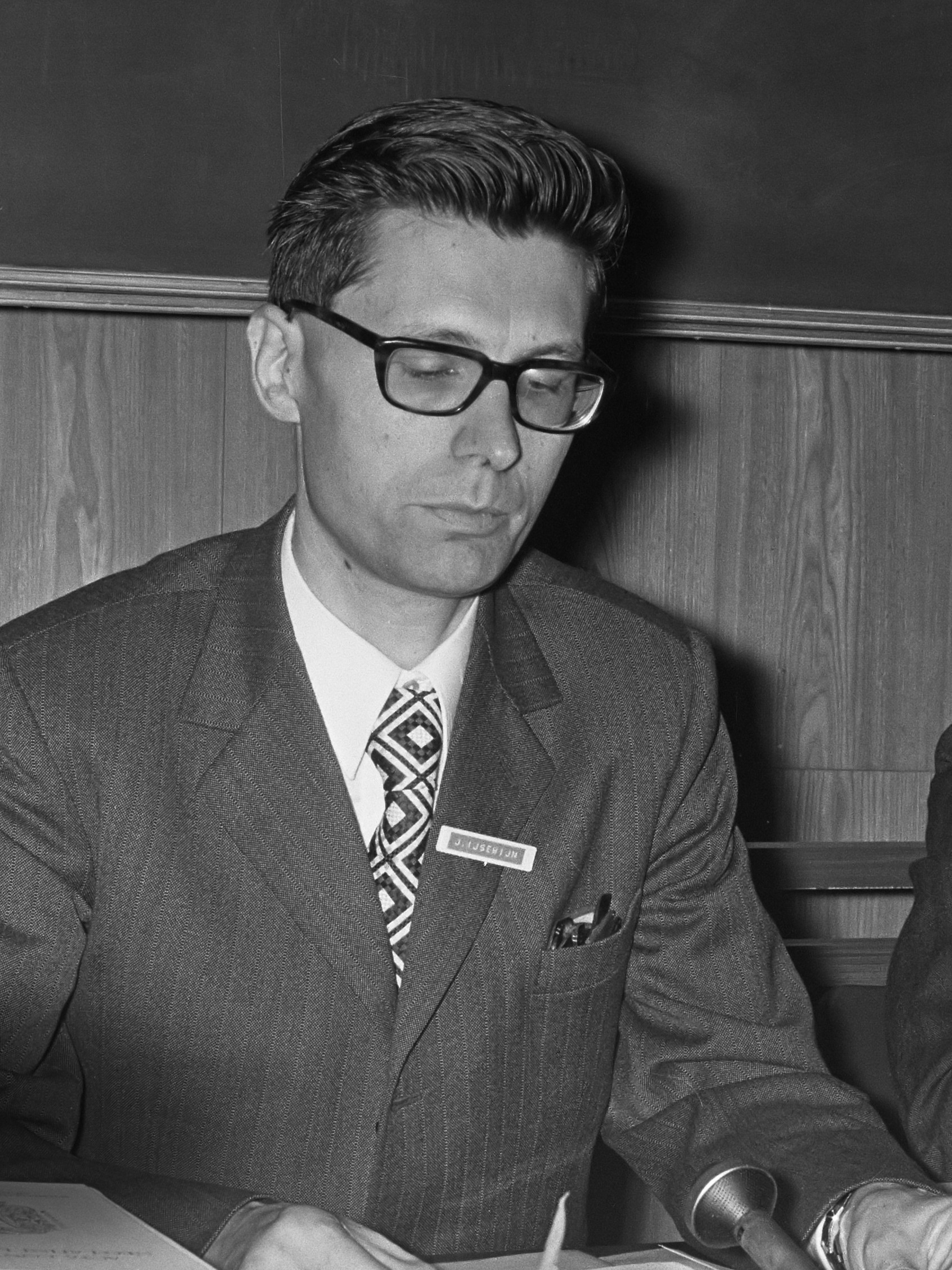
Jozef IJsewijn (1973)

Jozef A.M.K. IJsewijn (Zwijndrecht, 30 december 1932 - Leuven, 27 november 1998) was een Vlaams classicus, sinds 1967 hoogleraar aan de Katholieke Universiteit Leuven en bekend als autoriteit in de neolatijnse literatuur.
IJsewijn studeerde aan de Katholieke Universiteit Leuven en promoveerde er als aspirant van het Nationaal Fonds voor Wetenschappelijk Onderzoek ook in 1959. In Leuven richtte hij het Seminarium Philologiae Humanisticae op alwaar de neolatijnse literatuurstudie werd gecentraliseerd. In 1980 werd hij de laureaat van de Francquiprijs op voordracht van de internationale jury voorgezeten door Carlo Allard Zaalberg.
- Bibsys: 90394032
- Biblioteca Nacional de España: XX976255
- Bibliothèque nationale de France: cb12110973h (data)
- Catàleg d'autoritats de noms i títols de Catalunya: 981058512918006706
- CiNii: DA04841822
- Digitale Bibliotheek voor de Nederlandse Letteren: ijse001
- Gemeinsame Normdatei: 122660110
- International Standard Name Identifier: 0000 0001 1030 8947
- Library of Congress Control Number: n79005664
- Nationale Bibliotheek van Letland: 000221088
- Nationale bibliotheek van Australië: 35521451
- Nationale Bibliotheek van Israël: 987007275450305171
- Nationale Bibliotheek van Polen: a0000001263272
- Nederlandse Thesaurus van Auteursnamen: 069270724
- Réseau des bibliothèques de Suisse occidentale: 02-A000085045
- Istituto Centrale per il Catalogo Unico: CFIV091818
- LIBRIS: 191077
- Système universitaire de documentation: 029494214
- Trove: 983047
- Virtual International Authority File: 89793842
- WorldCat: E39PBJrm9wxQ8464hdVjrByjmd